# Frank & Frei (Verlag)
Frank & Frei ist ein 2015 gegründeter österreichischer Verlag mit Schwerpunkt auf Politik, Gesellschaft und Wirtschaft, der vom Dokumentationsarchiv des Österreichischen Widerstandes als rechtsextrem eingestuft wird. Er ging aus der Parteiakademie des Team Stronach hervor, welches 2017 als Partei aus dem österreichischen Nationalrat ausschied. Der Name des Verlags ist eine Anspielung auf den Parteigründer Frank Stronach.
Genderismus(s), das im Jahr 2015 als erstes im Verlag erschienene Werk, richtet sich inhaltlich gegen den sogenannten „Gender-Wahnsinn“ und enthält einen Beitrag von Birgit Kelle. 2017 publizierte Karin Kneissl, von der FPÖ nominierte Außenministerin zwischen 2017 und 2019, ein Buch im Verlag Frank & Frei. Konrad Weiß, Pressesprecher von Heinz-Christian Strache, publizierte ebenfalls in diesem Verlag.

## Kritik
Medienberichten zufolge soll die Parteiakademie nach Auflösung des Team Stronach 2017 die bis dahin erhaltenen Parteiförderungen aus Steuergeldern behalten haben. Der Großteil des Fördergeldes an die Parteiakademie soll dabei in den Verlag Frank & Frei, das zugehörige Magazin "Frank&Frei sowie Studien und Veranstaltungen geflossen sein, etwa in Veranstaltungen mit Martin Lichtmesz, einem führenden Ideengeber der österreichischen Identitären.
Christian Günther, Autor beim Verlag Frank & Frei, begründete das Vorgehen folgendermaßen: „Wir wollen den Bildungsauftrag unabhängig davon, was im Parlament passiert, zu Ende führen“.